# Aphrodite (DJ)
Aphrodite (kurz Aphro) ist der Künstlername des englischen DJ und Produzenten Gavin King.

## Leben
Gavin King begann seine Musikkarriere im Sommer 1988, inmitten der Acid-House-Bewegung. Zusammen mit einem Freund führte er den „Aphrodite“-Club. Sie etablierten sich rasch auch als DJs und wurden landesweit als die „Aphrodite DJs“ gebucht. Später wurde Gavin King zu „DJ Aphrodite“.
Als in den 1990er Jahren British Hardcore aufkam, schloss sich King der Bewegung an und wurde 1994 zu einem der bekanntesten DJs im Bereich Jungle. Er gründete sein eigenes Label „Aphrodite Records“, auf dem er sich mit den Musik-Projekten „Amazon II“ (zusammen mit Produzent Tony B) und „Aladdin“ (zusammen mit Mark QED) einen Namen machte. Gavin King wird als einer der Pioniere der Drum-and-Bass-Unterkategorie Jump Up bezeichnet, einer Form dieser Musik, die besonders einprägsam ist und entsprechend großen Anklang fand.
1996 gründete King zusammen mit Mickey Finn das Label Urban Takeover Records. Einige der Veröffentlichungen wurden zu Clubhits.
Während sich viele populäre Drum-and-Bass-DJs in den Untergrund zurückzogen, baute King seine Position auf internationaler Ebene aus. Remixes für Songs von A Tribe Called Quest, Blackstreet, Jungle Brothers, Fugees und Luniz machten ihn und seine Musik auch in den USA bekannt.
1999 erschien das Mix-Album „Aphrodite“. Der große Erfolg ermöglichte King eine Welttournee.
Live tritt Aphrodite immer als DJ auf. Live-Acts (Club-Konzerte) spielt er keine, verwendet bei seinen Auftritten aber Rohversionen neuer Studio-Tracks.

## Diskographie

### Alben
- Aphrodite - Recordings (Yellow cover) (1997)
- Aphrodite (1999)
- Urban Jungle (1999)
- Aftershock (2002)
- Urban Junglist (2003)
- Aph44 (2003)
- See Thru It (2004)
- Urbanthology Volume 1 (2005)
- Overdrive (2005)
- Break In Reality (2007)

### Compilations
- Park Rave Madness (1998)
- The Takeover Bid: Round 1 (1998)
- Egil Music presents: Urban Jungle (1999)

### Singles and EPs
- 1999 „BM Funkster“ UK #139
- 2002 „All Over Me“ (feat. Barrington Levy) UK #76
- 2002 „See Thru It“ (feat. Wildflower) UK #68
- 2003 „Bad Ass“ (mit Micky Finn)
- 2003 „Rinsing Quince“
- 2003 „Let the Rhythm Flow / Stalker“
- 2003 „Cool Flight“
- 2003 „Music's Hypnotizing / King of the Beats“
- 2003 „Mash Up Ya Know“
- 2003 „Def Jammer“
- 2003 „Cocaine / Calling the People“
- 2004 „Fanfare / Karma Sutra“